# Cittadella
 (avril 2017).
Si vous disposez d'ouvrages ou d'articles de référence ou si vous connaissez des sites web de qualité traitant du thème abordé ici, merci de compléter l'article en donnant les références utiles à sa vérifiabilité et en les liant à la section « Notes et références ».
Cittadella est une commune de la province de Padoue, dans la région Vénétie, en Italie.
La « città murata » (ville fortifiée) compte parmi les joyaux médiévaux de la plaine padouane. Poste avancé de défense de la ville de Padoue face aux attaques venues du nord, elle fait figure d'exception en Europe, avec ses murs d'enceinte vieux de huit siècles mais quasi intacts, comptant 32 tourelles qui défendaient la bourgade. Les remparts s'étirent sur 1 461 mètres pour former une ellipse. Ils sont encore aujourd'hui gardés par quatre tours principales défendant les portes d'entrée de la ville, chacune anciennement dotée d'un pont-levis. La tour de Malte abritait autrefois la prison de la ville.

## Géographie physique
Cittadella se situe dans la plaine du Pô, sur un terrain totalement plat. La ville se trouve au nord-ouest de la province de Padoue et sur son territoire coule le fleuve Brenta.

## Climat
Selon la classification des climats de Köppen, Cittadella jouit d'un climat tempéré typique des latitudes moyennes. Il est pluvieux à chaque saison mais avec des étés très chauds. Les précipitations se concentrent entre mars et mai, avec une légère baisse ensuite pour revenir à l'automne. L'hiver se caractérise par de fréquents phénomènes neigeux.

## Histoire

### Origines
Bien que la fondation de Cittadella soit plus tardive (XIIIe siècle), son territoire a une histoire bien plus ancienne. Il manque les preuves d'une installation des Vénètes mais les traces laissées par les Romains qui occupaient la Vénétie du troisième siècle avant Jésus Christ à 148 sont évidentes. La via Postumia, important axe de communication qui reliait Aquilée à Gênes, parcourait tout le nord de l'Italie. Son tracé coïncide avec les actuelles via Postumia di Ponente et Postumia di Levante. En outre, la via Postumia se base sur la centuriation romaine, encore bien conservée.

### Le haut Moyen Âge
Après la chute de l'Empire romain, le territoire de Cittadella subit le sort d'une grande partie du nord de l'Italie en passant sous le règne des Lombards. La faible nombre de témoignages sur cette période semble s'expliquer par un important dépeuplement de la région. Dans le même temps, les localités alentour comme Onara, Fontaniva, Tombolo et Galliera sont contrôlées par des seigneurs.
Au XIe siècle est fondée la pieve de San Donato qui fut le principal lieu de culte avant qu'une cathédrale soit érigée.

### La fondation de Cittadella
Entre le XIIe et le XIIIe siècle, Padoue, une des plus importantes cités de Vénétie, engage une importante politique expansionniste alors qu'elle entre en conflit avec les villes voisines de Vicence et Trévise. Cette dernière, vers 1195, lance la construction de Castelfranco, petit avant-poste militaire à la limite du torrent Muson.
La riposte de Padoue ne se fait pas attendre puisqu'en 1220, sur la rive opposée du fleuve, commence la construction de Cittadella. Le nouveau bourg fortifié, créé par Benvenuto da Carturo, présente déjà des caractéristiques qui le différencient nettement de Castelfranco. En effet, ce n'est pas un petit château de forme quadrangulaire, mais une vraie ville dotée de ses propres statuts et d'un gouvernement autonome. En ce sens, Padoue ne veut pas seulement créer une base militaire mais bien un centre administratif et économique pour favoriser la colonisation du territoire compris entre le fleuve Brenta et le Muson.
Jusqu’au début du XVe siècle, Cittadella suit le sort de Padoue, la cité-mère, passant notamment de la seigneurie de Ezzelino III da Romano à celle des Carrare.

### La domination vénitienne
En 1406, au terme de la guerre de Padoue, Cittadella entre dans le giron de la république de Venise. La longue période vénitienne, hormis quelques brèves parenthèses, est une période de paix et de stabilité politique. Elle a permis à Cittadella d'évoluer d'avant-poste militaire à ville commerciale sur un territoire rural assez vaste. Cette transformation se reflète aussi sur le tissu urbain avec la construction de bâtiments administratifs mais aussi de boutiques et d'ateliers. Dans le même temps commence l'expansion au-delà des murs d'enceinte par la formation de quatre bourgs et de deux axes de communication majeurs.

### Depuis leXIXesiècle
Après la chute de la république de Venise, Cittadella traverse aussi une période d'incertitude. Elle passe de la France à l'Autriche lors du règne de Napoléon Bonaparte. Comprise dans le département de Bacchiglione puis de la province de Vicence, elle devient de nouveau padouane dans le royaume de Lombardie-Vénétie.
La domination autrichienne se termine en 1866.

## Administration
| Période     | Identité        | Étiquette     |
| ----------- | --------------- | ------------- |
| 1994 - 2002 | Luccio Facco    | Ligue du Nord |
| 2002 - 2012 | Massimo Bitonci | Ligue du Nord |
| Depuis 2012 | Giuseppe Pan    | Ligue du Nord |

### Hameaux
Ca' Onorai, Facca, Pozzetto, San Donato, Santa Croce Bigolina, Santa Maria.

### Communes limitrophes
Carmignano di Brenta, Fontaniva, Galliera Veneta, Pozzoleone, Rossano Veneto, San Giorgio in Bosco, Tezze sul Brenta, Tombolo.

### Jumelages
- Nova Prata, Rio Grande do Sul, Brésil (depuis 2005) ;
- Noblesville, Indiana, États-Unis (depuis 2005) ;
- Guben, Brandebourg, Allemagne.

## Culture et patrimoine

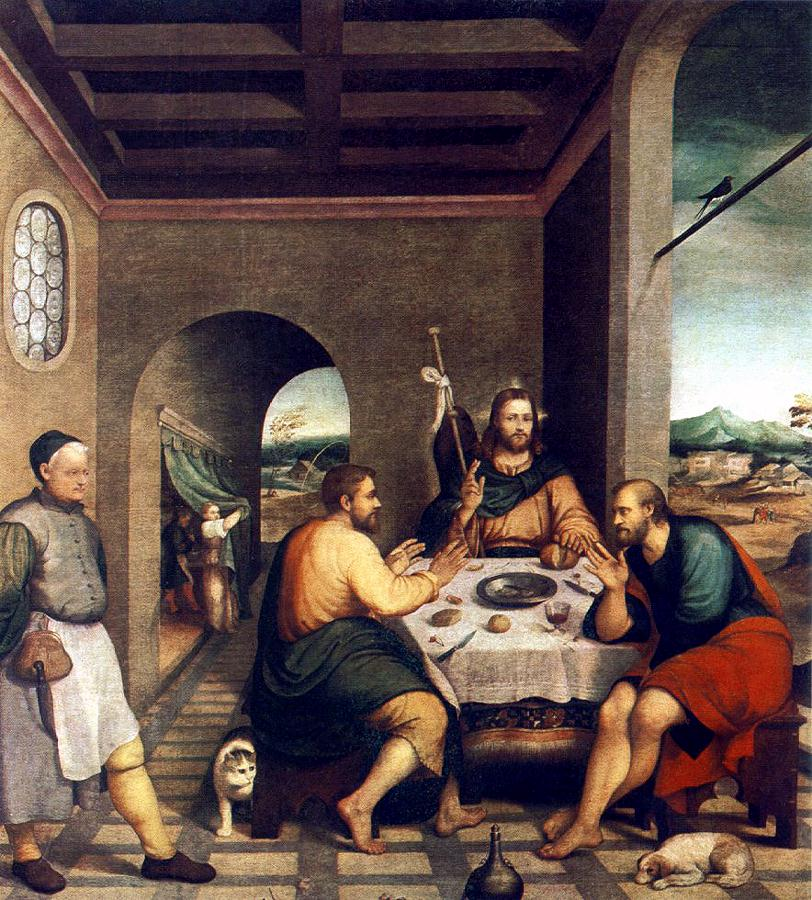
Le Souper à Emmaüs
Cathédrale de Citadella.

La cathédrale contient une œuvre de Jacopo Bassano, Le Repas d'Emmaüs (1536-1537).

### Les remparts
Les remparts qui entourent Cittadella prennent la forme d'une ellipse irrégulière et ont un véritable intérêt historique, non seulement pour les études sur l'architecture des châteaux mais aussi sur l'urbanisme. La ville intramuros est ordonnée autour de deux rues principales qui se coupent en son centre et raccordent les quatre portes situées aux points cardinaux. Chacune des portes possède un pont et prennent le nom des villes vers lesquelles elles conduisent : Porta Padovana (Padoue), Porta Bassanese (Bassano del Grappa), Porta Vicentina (Vicence) et Porta Trevisana (Trévise). Les ponts levis ont été utilisés jusqu'à la fin du XVIe siècle avant d'être régulièrement remplacés. Les actuels datent de la première moitié du XXe siècle.
À partir de 1994, l'architecte Patrizia Valle entame la restauration des murailles de la ville selon un projet découpé en quatre phases, comme les quatre secteurs des fortifications. Les travaux durent jusqu'en 2013 de manière quasi ininterrompue.

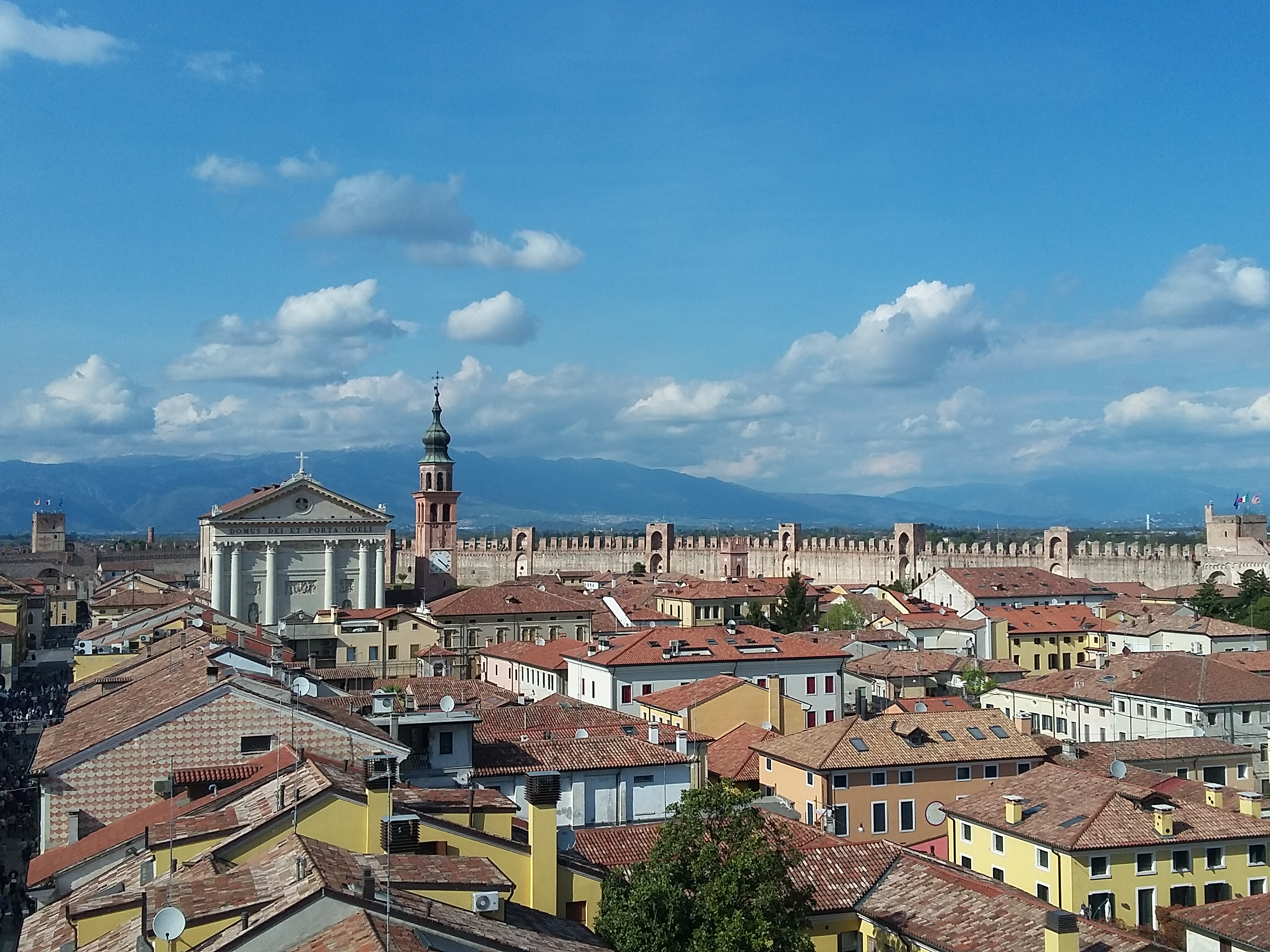
Vue de Cittadella depuis ses remparts. Au fond à gauche, on aperçoit la cathédrale de la ville.

### Sports
- Associazione Sportiva Cittadella (football)
- Basket Cittadella (basket-ball)
- Cittadella team (cyclisme)
- Pedale Cittadellese (cyclisme)
- Superbike team pozzetto (VTT)
- Team Veneto (natation)
- Kyoto Judo Kai (judo)
- Sci Club Città Murata (ski)
- ASD Centro Nuoto Cittadella (natation)

#### Cyclisme
Le 23 mai 2008, Cittadella est la ville arrivée de la treizième étape du Tour d'Italie démarrée à Modène (177 km). L'anglais Mark Cavendish a remporté la victoire.
La ville est un lieu central de l'Alta Padovana Tour, une course en ligne masculine de cyclisme sur route réservée aux moins de 23 ans. Plusieurs cyclistes l'ayant faite sont devenus professionnels comme Mattia Gavazzi, Elia Viviani et Paolo Simion.